# Raydio
Raydio byla americká hudební skupina funku a R&B, založená v roce 1977. Skupinu tvořil Ray Parker Jr., Vincent Bohnam, Jerry Knight a Arnell Carmichael.

## Historie
V roce 1978 skupina bodovala hitem "Jack and Jill", který se umístil na #8 příčce amerického popového žebříčku Billboard, pročež si vysloužili svoji první zlatou desku.
Dalším hitem byla v roce 1981 píeseň "A Woman Needs Love (Just Like You Do)", ta se umístila na #4 příčce v Hot 100.

### Po roce 1981
Po rozpadu skupiny, Ray Parker Jr. složil skladbu "Ghostbusters", která se stala titulní písní k filmu Krotitelé duchů (Ghostbusters).
Jerry Knight se skladatelsky podílel na dance-popovém hitu "Breakin'... There's No Stopping Us" od skupiny Ollie & Jerry. Dotyčný hit se stal titulní písní k filmu Breakin'.

## Diskografie

### Alba
- Raydio (1978)
- Rock On (1979)
- Two Places at the Same Time (1980)
- A Woman Needs Love (1981)

### Singly
- "Jack And Jill" (1978)
- "Is This a Love Thing" (1978)
- "Honey I'm Rich" (1978)
- "You Can't Change That" (1979)
- "More Than One Way to Love A Woman" (1979)
- "Two Places at the Same Time" (1980)
- "For Those Who Like to Groove" (1980)
- "Can't Keep You from Cryin'" (1980)
- "A Woman Needs Love (Just Like You Do)" (1981)
- "That Old Song" (1981)